# فابريسيو برانداو
فابريسيو برانداو هو لاعب كرة قدم برازيلي، ولد في 16 أبريل 1982 في ريو دي جانيرو في البرازيل. لعب مع نادي أمريكا.